# Aurel Vlădăreanu
Aurel Vlădăreanu (n.  ?) a fost un pilot român de aviație, as al Aviației Române din cel de-al Doilea Război Mondial.
Adjutantul stagiar av. Aurel Vlădăreanu a fost decorat cu Ordinul „Virtutea Aeronautică” de război cu spade, clasa Crucea de Aur (1 iulie 1942) pentru că era un „pilot temerar și totdeauna voluntar la orice misiune. A contribuit foarte mult la succesele formației sale. A executat 57 misiuni de războiu pe front.”, clasa Crucea de Aur cu o baretă (16 februarie 1944) „pentru destoinicia de care a dat dovadă ca șef de celulă în luptele dela Stalingrad și Don, unde a executat 76 misiuni de vânătoare” și clasa Crucea de Aur cu 2 barete (6 octombrie 1944).
A fost înaintat în 1944 la gradul de adjutant aviator.

## Decorații
- Ordinul „Virtutea Aeronautică” de război cu spade, clasa Crucea de aur (1 iulie 1942)[1]
- Ordinul „Virtutea Aeronautică” cu spade, clasa Crucea de aur cu o baretă (16 februarie 1944)[2]
- Ordinul „Virtutea Aeronautică” cu spade, clasa Crucea de Aur cu 2 barete (6 octombrie 1944)[3]